# Competències a Alemanya
Les competències a Alemanya estan distribuïdes per la Llei fonamental de Bonn (LFB) entre la Federació i els Länder.

## Tipus de competències
La distribució es fa identificant els distints tipus de competències legislatives: competència legislativa exclusiva federal o dels Länder, competència concurrent, competència divergent dels Länder i competència bàsica federal.
Les competències legislatives exclusives federals estan enumerades en l'article 73 de la LFB: afers exteriors, defensa, llibertat de circulació, migració, extradició, dret de tinència d'armes i explosius, etc.
Quan una competència legislativa és exclusiva de la Federació, solament poden legislar els Länder quan i en la mesura que una llei federal els faculte de manera expressa mitjançant llei ordinària (art. 71 LFB). Aquesta mena de llei ha sigut aplicada escassament.
Les competències concurrents s'exerceixen mitjançant les legislacions marc, fins que la reforma constitucional de 2006 suprimí aquesta possibilitat, i la legislacions bàsiques federals i la legislació de desenvolupament dels Länder. L'article 72.1 LFBpermet que el legislador del Land pot legislar una matèria sempre que la Federació no l'haja legislat abans. Si la Federació vol legislar aquesta matèria posteriorment que ho haja fet un Land, podrà fer-ho si no és una matèria del 72.2 LFB excepte si la regulació és imprescindible per a igualar les condicions de vida en tot el territori federal o per la unitat jurídica i econòmica en interés general. En aquest cas, quan la Federació legisla, invalida la legislació dels Länder.
La competència divergent dels Länder va ser una mena de competència introduïda amb la reforma constitucional de 2006 (art. 72.3 LFB). Es caracteritza pel fet que tant la Federació com el Land poden regular una matèria amb el mateix abast, prevalent la més posterior.

## Resolució de conflictes competencials
El Tribunal Constitucional federal alemany és l'òrgan que s'ocupa de dilucidar el conflicte competencial entre la federació i l'estat federal.
Per determinar si una llei respecta la distribució de competències, cal tindre en compte l'objecte de la legislació, fixant-se alhora en la llei i la Constitució.
En cas de dubte, la constitució alemanya (arts. 30, per al cas general, i 70.1, per a les facultats legislatives) estableix que s'interprete a favor de l'estat federal (in dubio pro Länder). Guia també un principi de subsidiarietat tàcit pel qual s'estableix la competència a l'entitat pública més pròxima a la ciutadania quan reunisca les condicions per a desenvolupar-la adequadament, amb eficàcia.